# Костыки

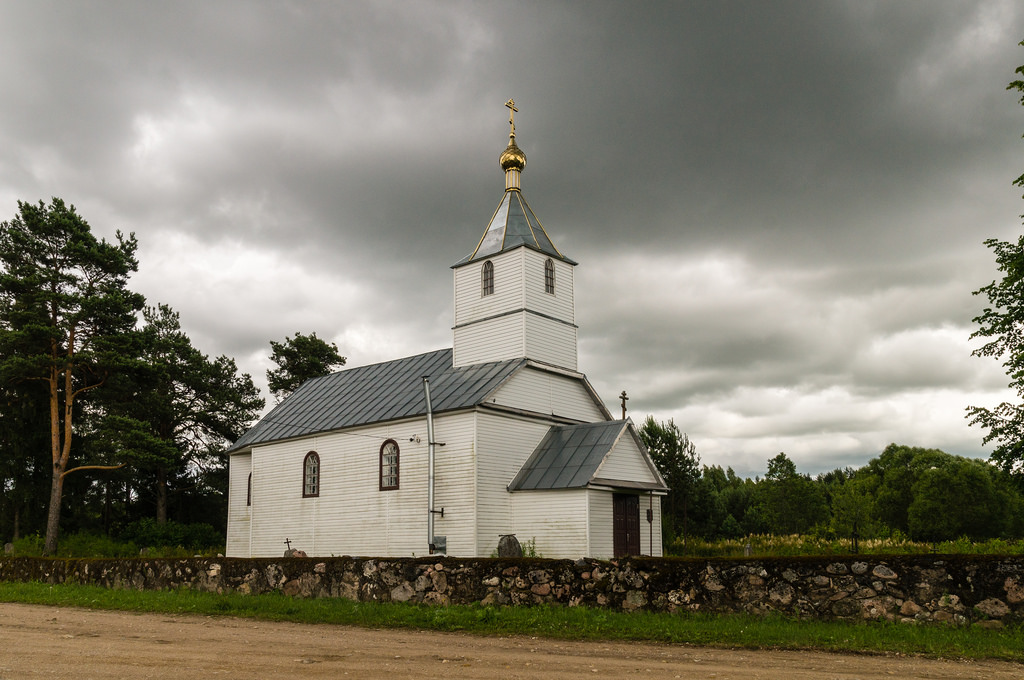
Православная церковь св. Сорока мучеников Севастийских

Костыки (бел. Кастыкі) — деревня в Вилейском районе Минской области Республики Беларусь, в составе Людвиновского сельсовета. Население 72 человека (2009).

## География
Деревня находится километром восточнее центра сельсовета, агрогородка Людвиново, и в 26 км к северо-востоку от райцентра, города Вилейка. Костыки стоят на берегу северо-восточной оконечности Вилейского водохранилища, рядом с местом, где Вилия втекает в водохранилище. Местные дороги ведут в Людвиново, Долгиново и окрестные деревни.

## История
С 1793 года после второго раздела Речи Посполитой Костыки, как и вся Вилейщина, входила в состав Российской империи, был образован Вилейский уезд в составе сначала Минской губернии, а с 1843 года — Виленской губернии, в 1866 году деревня насчитывала 165 жителя.
После подписания Рижского мирного договора (1921) Костыки оказалась в составе межвоенной Польши, гмины Костеневичи Вилейского повета Новогрудского воеводства, а с 1926 года — Виленского воеводства. В 1921 году здесь было 277 жителей. В 1931 году здесь было 361 жителей

## Достопримечательности
- Православная церковь св. Сорока мучеников Севастийских. Построена во второй половине XIX века из дерева. Включена в Государственный список историко-культурных ценностей Республики Беларусь[4] —  Историко-культурная ценность Республики Беларусь, шифр 613Г000122
- Курганный могильник. Расположен на правом берегу Вилии, датируется XI—XII столетием[4]

## История
В 1930-е годы здесь служил протоиерей Александр Ковш.